# Antoine-Denis Chaudet
Antoine-Denis Chaudet (Parijs, 3 maart 1763 - Parijs, 18 april 1810) was een Frans beeldhouwer uit de neoclassicistische periode. Chaudet is wellicht het meest bekend door zijn standbeeld en portretbustes van Napoleon Bonaparte.

## Biografische schets
Over het leven van Antoine-Denis Chaudet is vrij weinig bekend. Hij was een leerling van Jean-Baptiste Stouf en Étienne Gois, sr. In 1784 won hij de Prix de Rome met zijn gipsreliëf Jozef door zijn broers verkocht in ballingschap. Hij reisde naar Rome, waar hij studeerde aan de Académie de France. In 1789, het jaar van de Franse Revolutie, keerde hij terug naar Parijs.

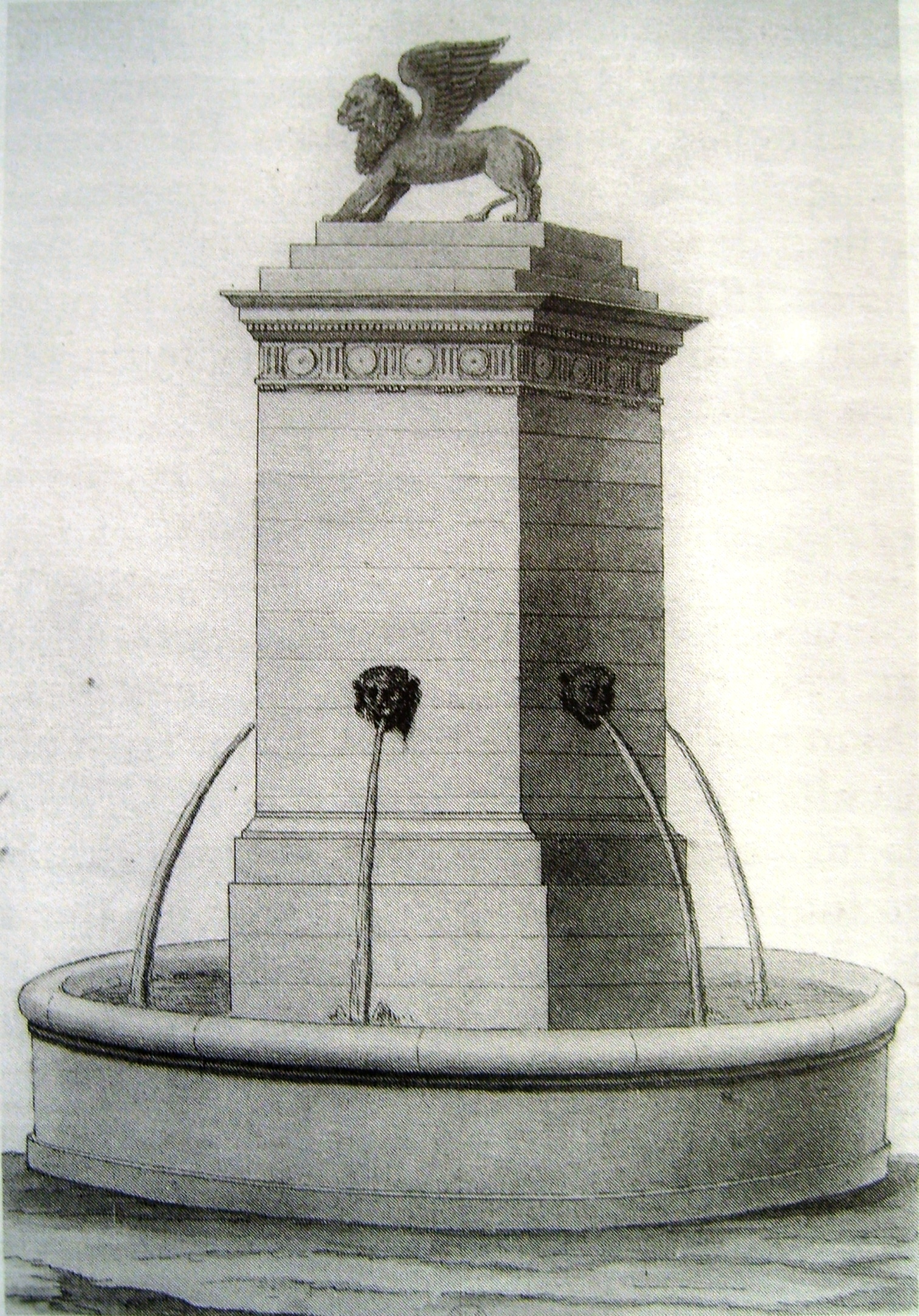
De Fontaine des Invalides met Chaudets waterspuwers

Bij zijn terugkomst werd hij geaccepteerd door de Académie Royale de Peinture et de Sculpture, hoewel hij pas in 1805 volwaardig lid werd. In 1801 exposeerde hij het gipsmodel De herder Phorbas laaft de zuigeling Oedipus en in 1802 Amor vangt een vlinder op de Parijse salon. Omstreeks diezelfde tijd ontwierp hij de vier monsterachtige waterspuwers die van 1804 tot 1840 de neoklassieke fontein op de Esplanade des Invalides in Parijs sierden. De fontein werd bekroond door een gevleugelde leeuw, die door Napoleon Bonaparte in 1797 uit de San Marcobasiliek in Venetië was meegenomen. De bronzen leeuw werd in 1815 teruggegeven; de fontein werd in 1840 ontmanteld.
In februari 1810 verving hij Louis-Jean-François Lagrenée als professor aan de Parijse École nationale supérieure des beaux-arts, een functie die hij door zijn vroegtijdige dood slechts twee maanden kon uitoefenen.

## Nalatenschap
Werk van Chaudet, zowel beeldhouwwerk als tekeningen, bevindt zich in musea en privécollecties over de hele wereld, maar met name in het Louvre in Parijs.
Chaudet vervaardigde minimaal twee portretbustes van Napoleon Bonaparte. De meest bekende is gebaseerd op een buste van de Griekse god Hermes. Deze werd door de porselein- en aardewerkfabriek Manufacture nationale de Sèvres op grote schaal gereproduceerd in keramiek en na Napoleons keizerskroning in 1804 verspreid over het Eerste Franse Keizerrijk. Alleen in Franse verzamelingen zijn er minimaal 13 bewaard gebleven. In België bevinden zich nog bustes in de historische collectie van de stad Sint-Niklaas en in het Grand Curtius in Luik (de laatste van marmer; beide onterecht toegeschreven aan Canova). In Nederland is een seriebuste van Napoleon bewaard gebleven in het stadhuis van Maastricht. Ook van Joséphine de Beauharnais maakte Chaudet een portretbuste die in serie vervaardigd werd. Deze vond minder verspreiding.
In 1810, kort na Chaudets overlijden, liet Napoleon op de Place Vendôme in het centrum van Parijs de Colonne Vendôme oprichten, een triomfzuil gemaakt van het brons van de buitgemaakte kanonnen tijdens de Slag bij Austerlitz. De bronzen zuil werd bekroond door een meer dan levensgroot standbeeld van hemzelf, ontworpen door Chaudet. Het beeld stond er slechts vier jaar. Na Napoleons troonsafstand in 1814 kwam het terecht in de collectie van het kasteel van Compiègne.

## Selectie van werken

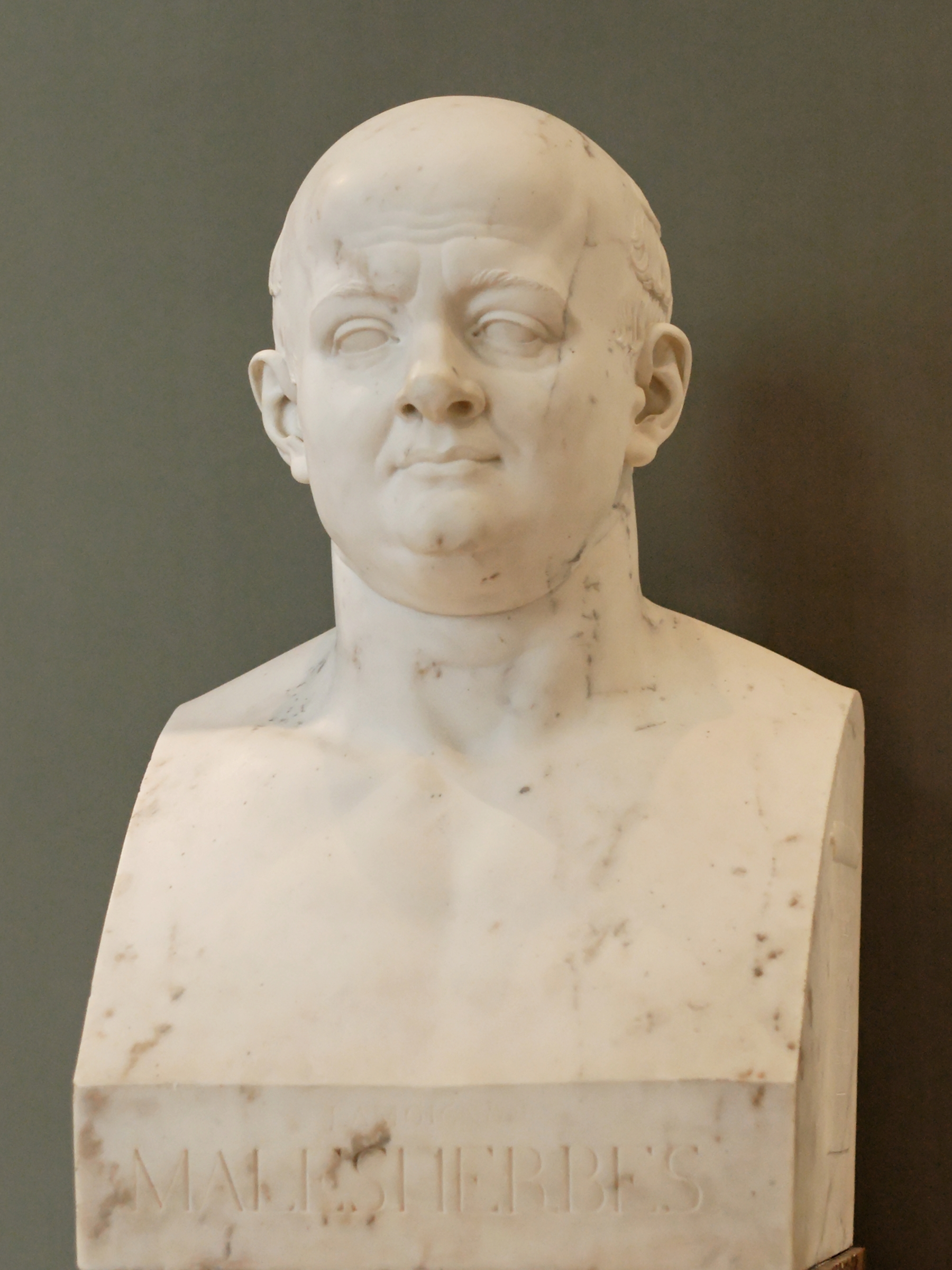
Portretbuste van Lamoignon de Malesherbes in het Louvre, Parijs

- 1784: Joseph vendu par ses frères, gipsreliëf
- 1793: Dévouement à la patrie, gebeeldhouwd reliëf (portico van het Panthéon, Parijs)
- 1799: Œdipe et Phorbas, marmeren beeldengroep (Louvre, Parijs)
- 1801: Beeldengroep L'Émulation de la gloire (peristilium van het Panthéon, Parijs)
- 1801-02: L'Amour ramassant un papillon, gipsmodel; in 1817 in marmer uitgevoerd door Pierre Cartellier (Louvre, Parijs)
- 1800-04: Vier bronzen waterspuwers van de fontaine des Invalides (Esplanade des Invalides, Parijs; gesloopt in 1840)
- 1803: La Paix, gegoten beeld van zilver en verguld brons  (Louvre, Parijs)
- ca 1804: Portretbuste van Napoleon Bonaparte als Hermes, gereproduceerd in keramiek door de Manufacture nationale de Sèvres (diverse collecties)
- 1805: L'Amour désarmé en L'Amour tourmenté, serie allegorische tekeningen voor de Manufacture nationale de Sèvres, wellicht bedoeld ter decoratie van vazen of serviesgoed
- 1806: Homerus, reliëf (westfaçade Cour carrée, Louvre, Parijs)
- Cyparisse pleurant un jeune cerf, marmeren beeld (Hermitage, Sint-Petersburg)
- Le Repos de Bélisaire aveugle (Palais des beaux-arts, Rijsel)
- Portretbuste van Jacques François Dugommier (Galerie des Batailles in het kasteel van Versailles)
- Portretbuste van Lamoignon de Malesherbes (Louvre, Parijs)
- 1810: Standbeeld van Napoleon Bonaparte (kasteel van Compiègne)
- 1811 (postuum): Portretbuste van Napoleon Bonaparte, vervaardigd in de Manufacture nationale de Sèvres naar een gipsmodel van Chaudet (Louvre, Parijs)

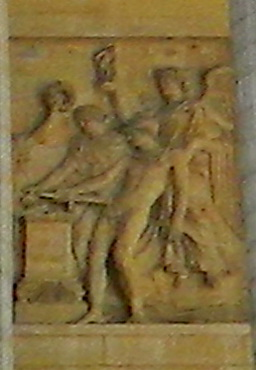
Dévouement à la Patrie (1793), Panthéon, Parijs
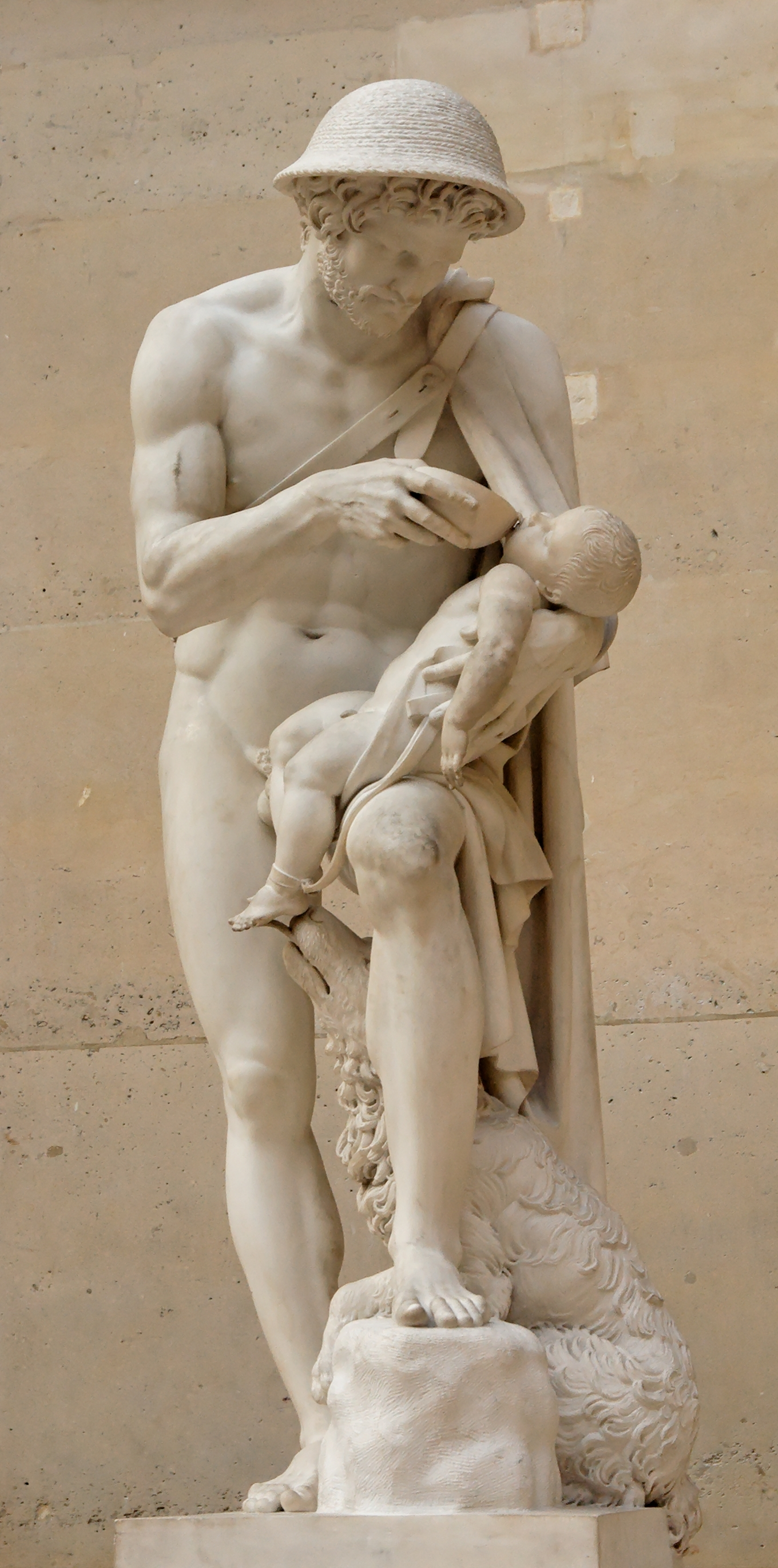
Oedipus en Phorbas (1799), Louvre, Parijs
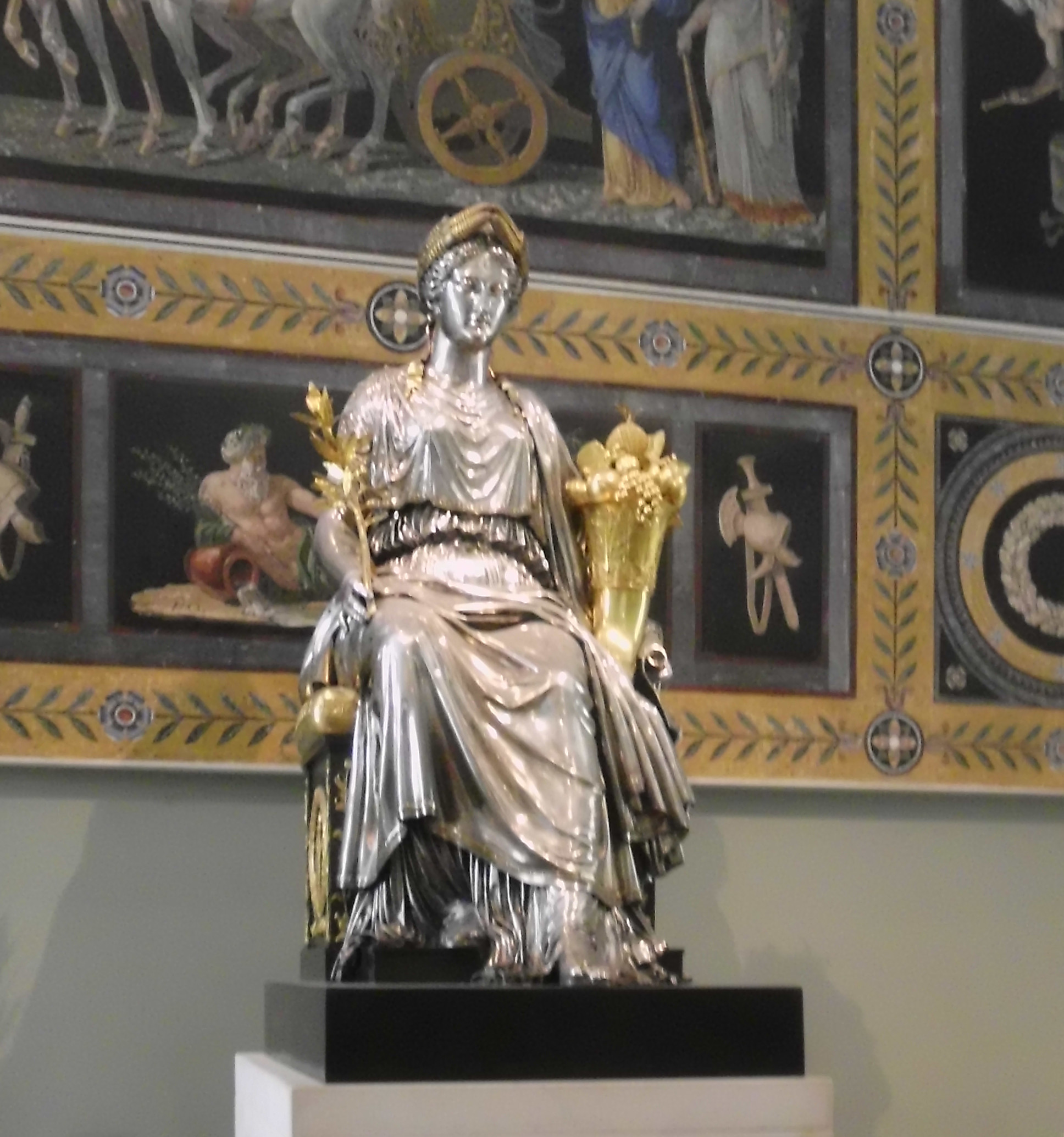
La Paix (1803), Louvre, Parijs
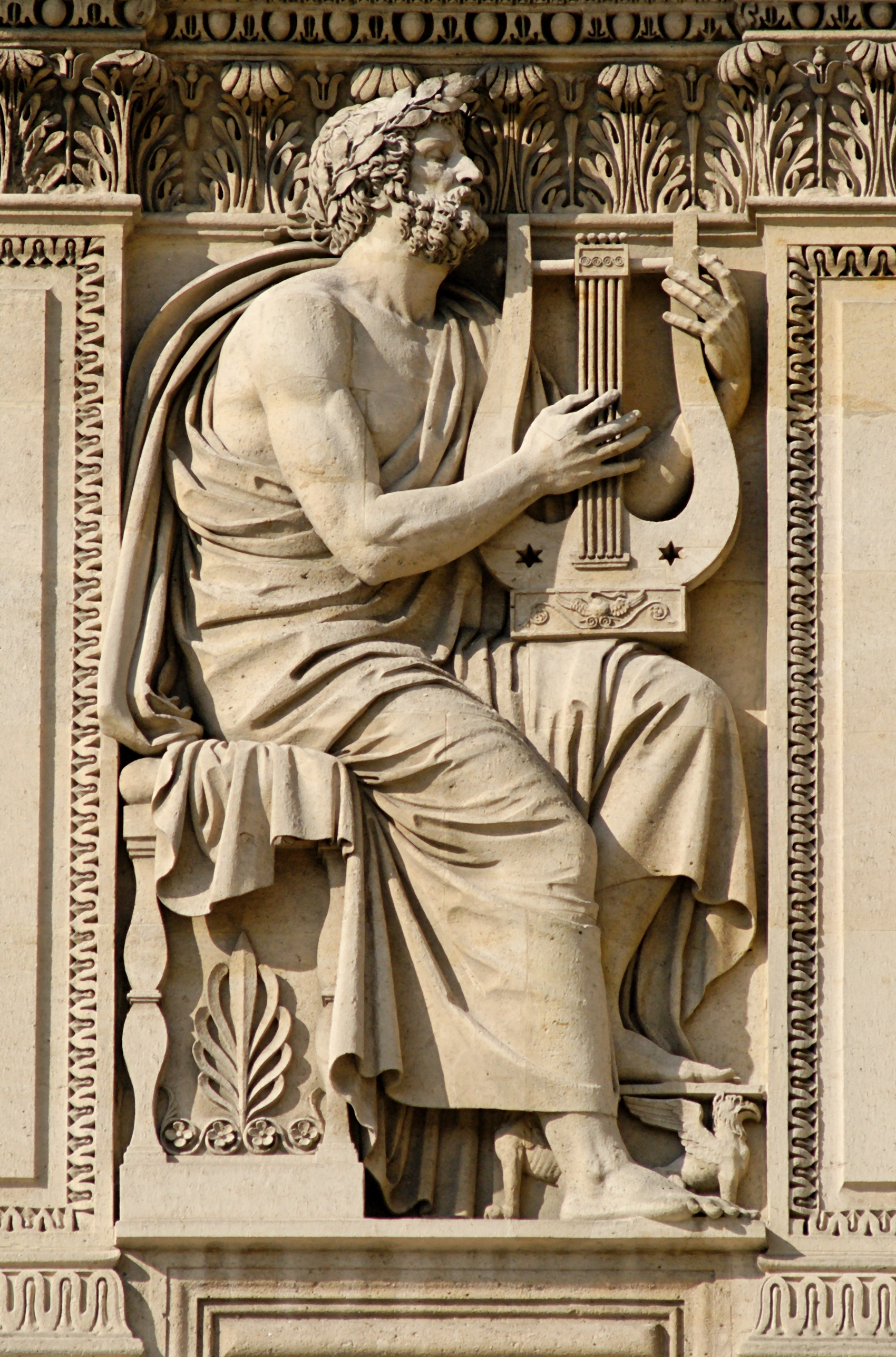
Homerus (1806), façade Louvre, Parijs
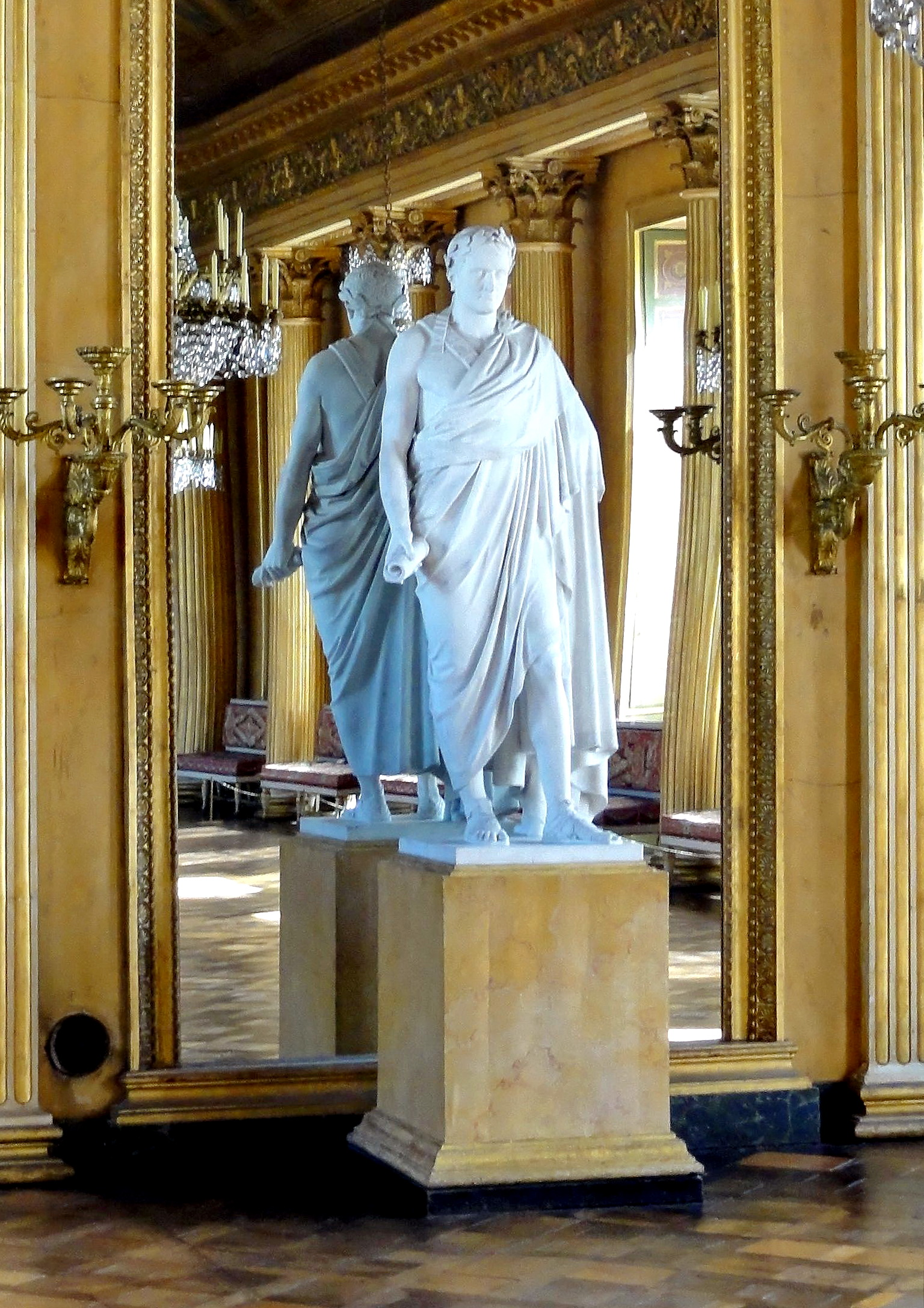
Standbeeld van Napoleon, Château de Compiègne
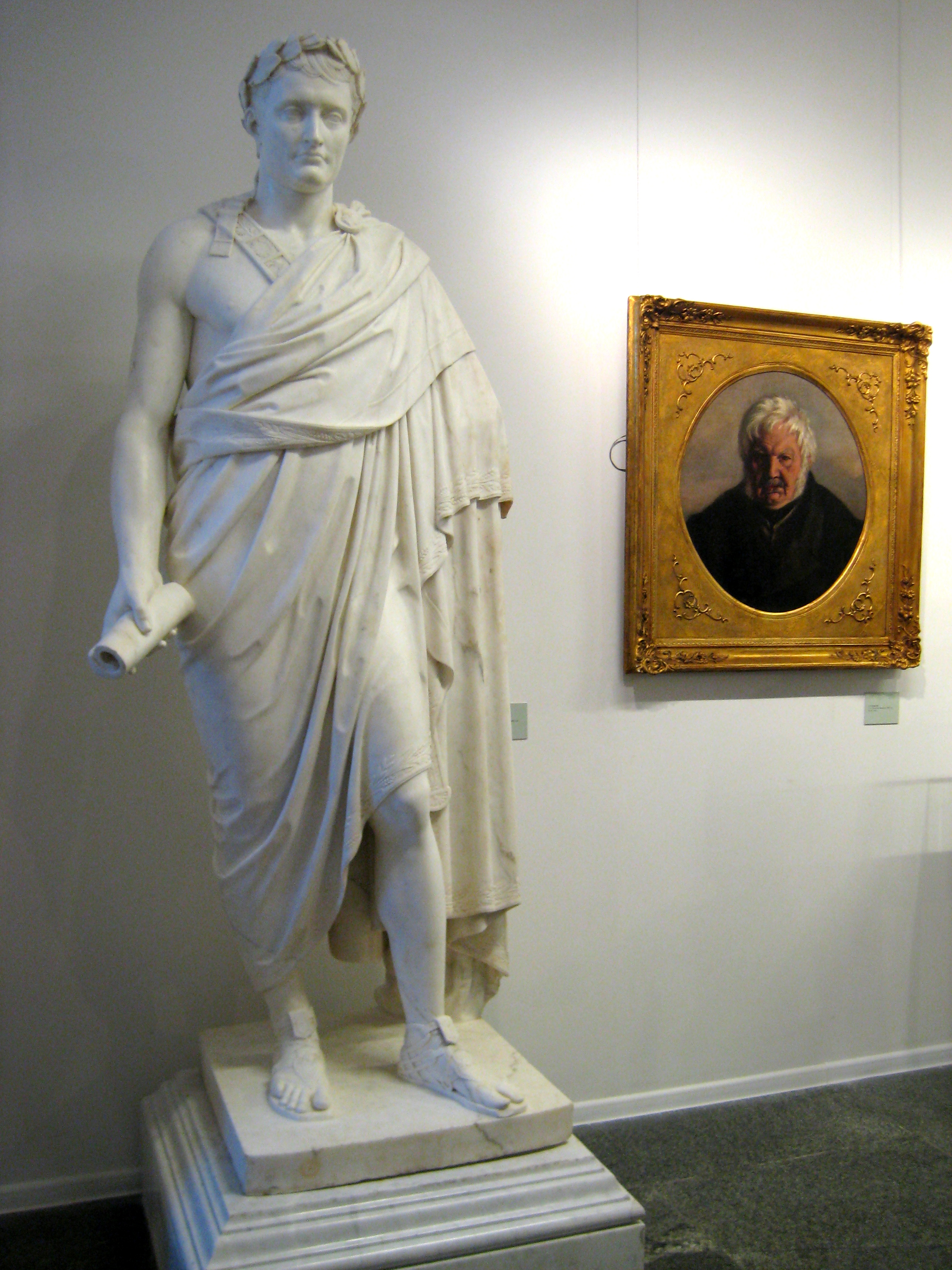
Idem, Borodinskaya Panorama Museum, Moskou
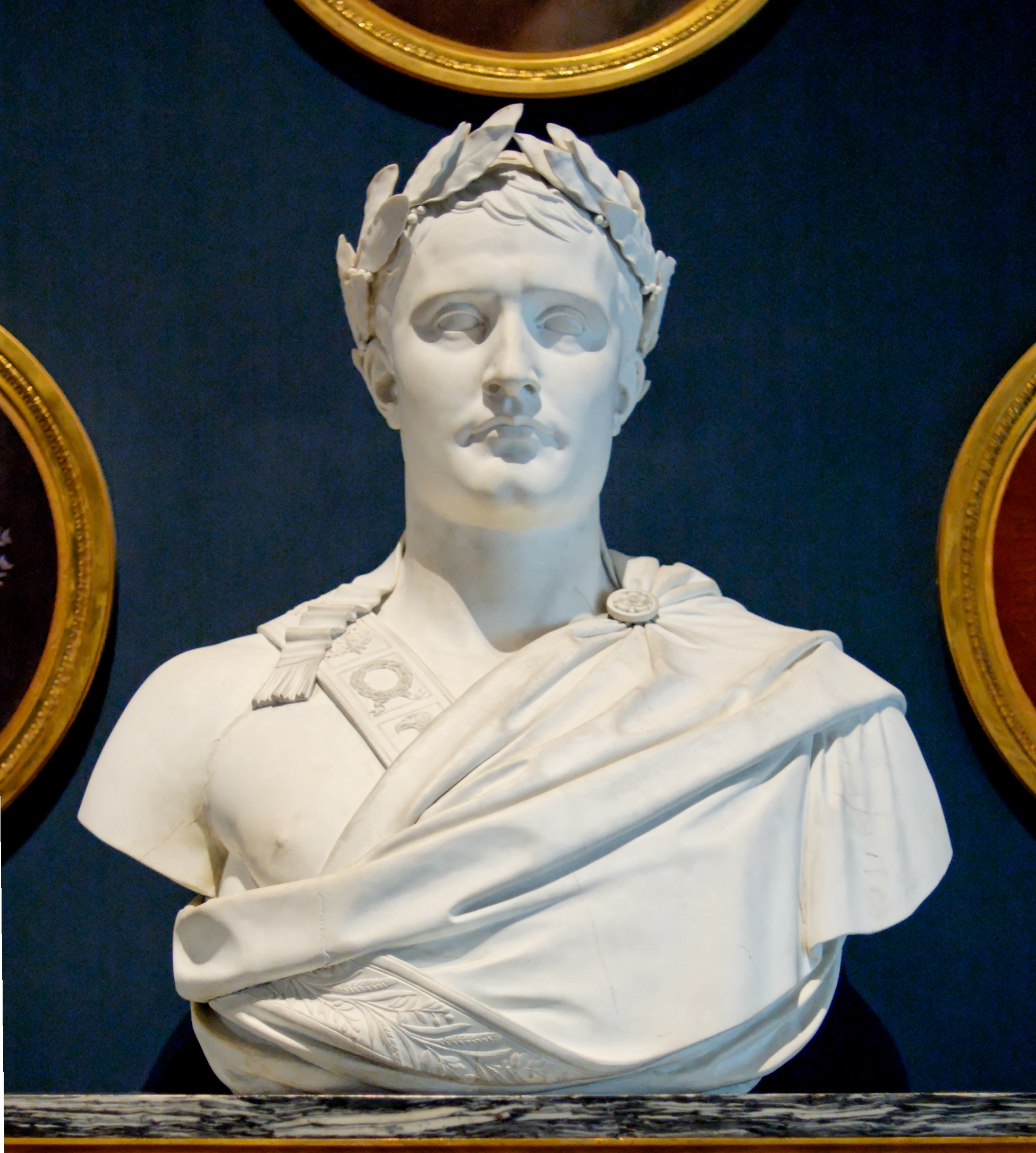
Portretbuste Napoleon (1811), Louvre, Parijs
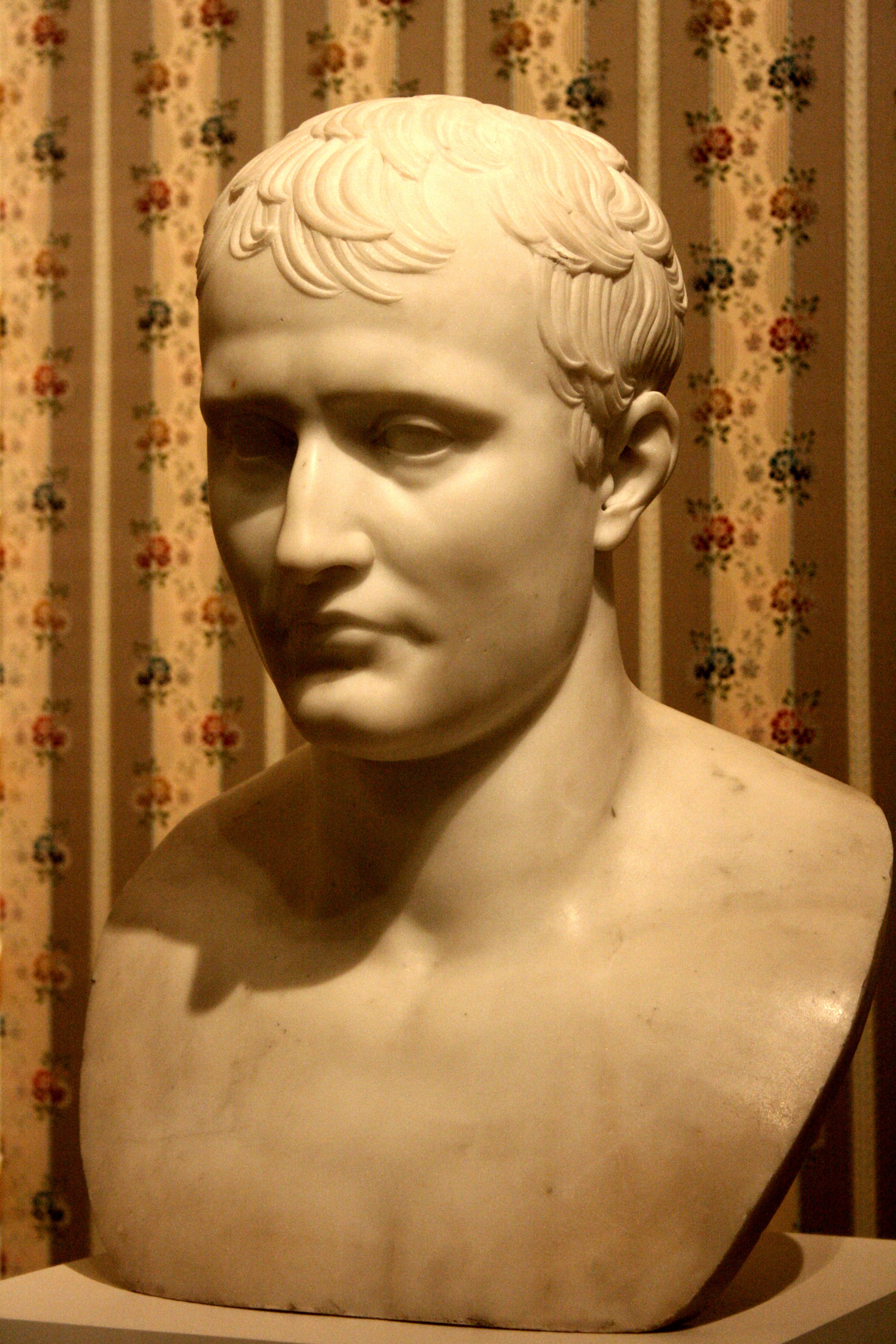
Portretbuste Napoleon, Grand Curtius, Luik